# Roybon
Roybon je naselje in občina v vzhodnem francoskem departmaju Isère regije Rona-Alpe. Leta 2009 je naselje imelo 1.298 prebivalcev.

## Geografija
Kraj leži v pokrajini Daufineji ob reki Galaure, 57 km zahodno od Grenobla.

## Uprava
Roybon je sedež istoimenskega kantona, v katerega so poleg njegove vključene še občine Beaufort, Châtenay, Lentiol, Marcilloles, Marcollin, Marnans, Montfalcon, Saint-Clair-sur-Galaure, Thodure in Viriville s 5.553 prebivalci.
Kanton Roybon je sestavni del okrožja Grenoble.

## Zanimivosti
- ostanki nekdanjega srednjeveškega obzidja,
- neoromanska cerkev sv. Janeza Krstnika iz 19. stoletja,
- kip svobode, tri metre visoka kopija newyorškega kipa svobode, iz leta 1906
- kapela Notre-Dame-du-Sacré-Cœur cistercijanske opatije Chambaran,
- naravni park Chambaran.